# ماتيوز ميكا
ماتيوز ميكا (بالبولندية: Mateusz Mika)‏ (21 يناير 1991 في بولندا - ) هو لاعب كرة طائرة بولندي في مركز ضارب خارجي ‏. شارك في الكرة الطائرة في الألعاب الأولمبية الصيفية 2016. ولعب مع Montpellier Volley ‏.

## وصلات خارجية
- ماتيوز ميكا على موقع الاتحاد الأوروبي (الإنجليزية)
- ماتيوز ميكا على موقع عالم الكرة الطائرة (الإنجليزية)
- ماتيوز ميكا على موقع Ligue Nationale de Volley (الفرنسية)
- ماتيوز ميكا على موقع اللجنة الأولمبية الدولية (الإنجليزية)
- ماتيوز ميكا على موقع أوليمبيديا (الإنجليزية)
- ماتيوز ميكا على موقع اللجنة الأولمبية البولندية (مؤرشف) (البولندية)